# 1762 год в музыке

## События
- Иоганн Кристиан Бах начинает писать по заказам для Королевского театра в Лондоне; здесь он знакомится с Карлом Фридрихом Абелем.
- Михаэль Гайдн переезжает в Зальцбург, где становится концертмейстером у местного архиепископа.
- Английская исполнительница Марианна Дэвис (англ. Marianne Davies) даёт первый публичный концерт со стеклянной гармоникой.

## Публикации
- Антонио Солер публикует в Мадриде свой трактат о модуляции: Llave de la modulacion y antiguedades de la musica.[1]
- Карл Филипп Эмануэль Бах публикует в Берлине труд об игре на клавишных инструментах «Опыт правильного способа игры на клавире» (нем. Versuch über die wahre Art das Clavier zu spielen), которое к 1780 году выдержало уже 3 издания.[2]

## Классическая музыка
- Иоганн Георг Альбрехтсбергер — «Страсти Господни» (Passione Domini).
- Йозеф Гайдн — Symphony № 9.
- Леопольд Моцарт — Sacrament Litany in D.
- Георг Филип Телеманн — «Рождественская оратория» (Christmas Oratorio).

## Опера
- Томас Арн — «Артаксеркс» (Artaxerxes).
- Кристоф Виллибальд Глюк — трагическая опера «Орфей и Эвридика» (итал. Orfeo ed Euridice)[3] и пастиччо «Ариадна» (итал. Arianna).
- Пьер-Александр Монсиньи — опера-комик «Король и фермер» (фр. Le Roi et le Fermier).[4]

## Балет
- Кристоф Виллибальд Глюк — Citera assediata.

## Родились
- 5 января — Констанция Моцарт, супруга композитора Вольфганга Амадея Моцарта, двоюродная сестра Карла Марии Вебера (умерла в 1842)..
- 20 января — Жером Жозеф де Моминьи, бельгийский органист, композитор и музыкальный теоретик (умер в 1842).[5]
- 21 января — Джузеппе Антонио Сильвани (итал. Giuseppe Antonio Silvani), итальянский композитор.
- 2 февраля — Джироламо Крешентини, итальянский певец-кастрат-сопрано (умер в 1846).
- 19 февраля — Фридрих Франц Гурка[нем.] (чеш. František Václav Hůrka), чешский оперный певец-тенор, дирижёр и композитор (умер в 1805).
- 13 марта — Анин Фрёлих[англ.], датская балетная танцовщица (умерла в 1784).
- 24 марта — Маркуш Португал, португальский и бразильский органист и композитор (умер в 1830).
- 25 марта — Франческо Джузеппе Полини (итал. Francesco Giuseppi Pollini), итальянский композитор.
- 26 апреля — Пьер-Жан Гара[6], французский певец-баритон с очень широким диапазоном и композитор (умер в 1823).
- 4 апреля — Стивен Сторас, английский композитор, брат певицы Анны Сторас (умер в 1796).
- 13 апреля — Карл Фридрих Хорн, английский композитор и органист немецкого происхождения, отец Чарльза Эдуарда Хорна (умер в 1830)
- 26 апреля —  Шьяма Шастри, индийский музыкант, поэт и композитор (умер в 1827).
- 16 июня — Карл Кристиан Агте[нем.], немецкий органист и композитор (умер в 1797).
- 19 июня — Иоганн Кристиан Франц[нем.], немецкий певец-бас и актёр (умер в 1812).
- 24 июня — Иоганн Пауль Вессели (нем. Johann Paul Wessely; чеш. Jan Pavel Veselý), чешский скрипач, концертмейстер и композитор (умер в 1810).
- 4 июля — Марко Сантуччи (итал. Marco Santucci), итальянский композитор.
- 20 июля — Якоб Гейбель (нем. Jakob Haibel), австрийский оперный тенор, хормейстер и композитор (умер в 1826).
- 10 августа — Сантьяго Феррер (исп. Santiago Ferrer), испанский композитор.
- 15 октября — Сэмуэл Адамс Холиок[англ.], американский композитор, преподаватель вокала и музыки (умер в 1820).
- 25 декабря — Майкл Келли[англ.], ирландский певец-тенор, композитор и театральный менеджер (умер в 1826).
- 26 декабря — Франц Вильгельм Тауш, немецкий кларнетист, композитор и музыкальный педагог (умер в 1817).
- дата неизвестна
  - Джованна Басси, итальянский балерина, примадонна шведского балета (умерла в 1834).
  - Кристина Фриденхайм (швед. Christina Fredenheim), шведская художница и певица, член Королевской шведской академии музыки (умерла в 1841).
  - Феликс Яневич, британский скрипач и композитор польского происхождения (умер в 1848).
  - Джозеф Рейнагл[англ.], английский виолончелист и композитор (умер в 1836).
  - Джованни Франческо Дзулатти (Giovanni Francesco Zulatti), американский врач, композитор и чиновник (умер в 1805).

## Умерли
- 13 января — Леонард Трауч (Leonhard Trautsch), композитор.
- 11 февраля — Иоганн Тобиас Кребс (нем. Johann Tobias Krebs), немецкий органист, композитор и кантор (род. в 1690).
- Март — Иоганн Кристиан Шиккард, немецкий музыкант и композитор (род. в 1680).
- 30 марта — Винченцо Легренцио Чампи, итальянский композитор и дирижёр.
- 4 апреля — Пьетро Гварнери, итальянский мастер изготовления смычковых инструментов, последний представитель скрипичной династии Гварнери (род. в 1695).
- 23 апреля — Иоганн Самуэль Эндлер[нем.], немецкий композитор и придворный капельмейстер (род. в 1694).
- 16 мая — Эрнст Кристиан Гессе, немецкий гамбист, капельмейстер и композитор (род. в 1676).
- 24 мая — Йозеф Умстатт (нем. Joseph Umstatt), австрийский композитор (род. в 1711).
- Июнь — Джованни Джорджи[итал.], итальянский священник и композитор (род. в 1690).
- 19 июня — Иоганн Эрнст Эберлин, немецкий органист и композитор (род. в 1702).
- 5 июля — Якоб Адлунг[нем.], немецкий органист, музыкальный мастер, теоретик и историк музыки (род. в 1699).
- 15 июля — Лоран Белиссен[фр.], французский композитор (род. в 1693).
- 16 июля — Жак Оттетер, также известный как Жак Мартин, французский композитор и флейтист (род. в 1674).
- 20 июля — Кристоф Нихельман[нем.], немецкий клавесинист и композитор (род. в 1717).
- 30 июля — Иоганн Валентин Гёрнер[нем.], немецкий композитор, брат органиста Иоганна Готлиба Гёрнера (род. в 1702).
- 17 сентября — Франческо Саверио Джеминиани, итальянский скрипач, композитор, музыкальный теоретик (род. в 1687).
- Октябрь — Джоаккино Конти[итал.], итальянский певец-кастрат (род. в 1714).
- 6 октября — Франческо Манфредини[англ.], итальянский скрипач и композитор (род. в 1684).
- 25 ноября — Жак-Кристоф Нодо, французский флейтист и композитор (род. около 1690).
- 5 декабря — Александр Ле Риш де ла Пуплиньер[фр.], французский финансист, одним из самых известных покровителей музыки и музыкантов XVIII века (род. в 1693).[7]
- 13 декабря — Джонатан Краузе (нем. Jonathan Krause), немецкий протестантский богослов и автор гимнов (род. в 1701).
- 24 декабря — Иоганн Фридрих Констабель[нем.], восточно-фризский органный мастер (род. в 1690).
- дата неизвестна
  - Андре-Жозеф Эксоде, французский скрипач и композитор (род. в 1710).
  - Иоганн Бернард Клаузинг[англ.], немецкий органный мастер (род. в 1683).
  - Джакомо Джузеппе Сарателли (итал. Giacomo Giuseppe Saratelli, итальянский музыкант и композитор (род. в 1714).
  - Андре Жозеф Экзоде, французский музыкант-скрипач и композитор эпохи барокко (род. в 1710).